# Angelets de la Terra (associació)
Els Angelets de la Terra és una associació moderna amb base a Perpinyà i que treballa per la defensa de la llengua i la cultura catalanes a Catalunya del Nord.
L'associació Angelets de la Terra era originalment una penya dels equips de rugbi de Catalunya Nord, la USAP i els Dragons Catalans. Va ser creada el 2001 per Ramon Jordi Faura i Labat, activista, polític i articulista.
Publiquen una revista amb el mateix nom, i organitzen la Setmana per la llengua, amb activitats a diferents llocs de la Catalunya Nord i convidats d'arreu dels Països Catalans, i el Sant Jordi Jove.